# Saint George
För andra betydelser, se Saint George (olika betydelser).

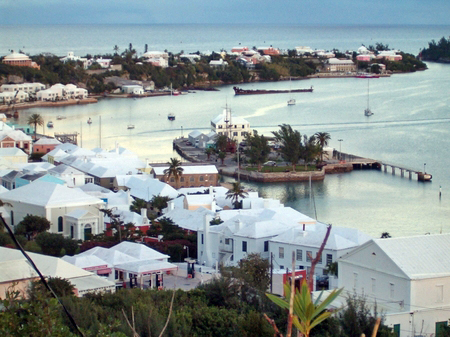
Saint George.

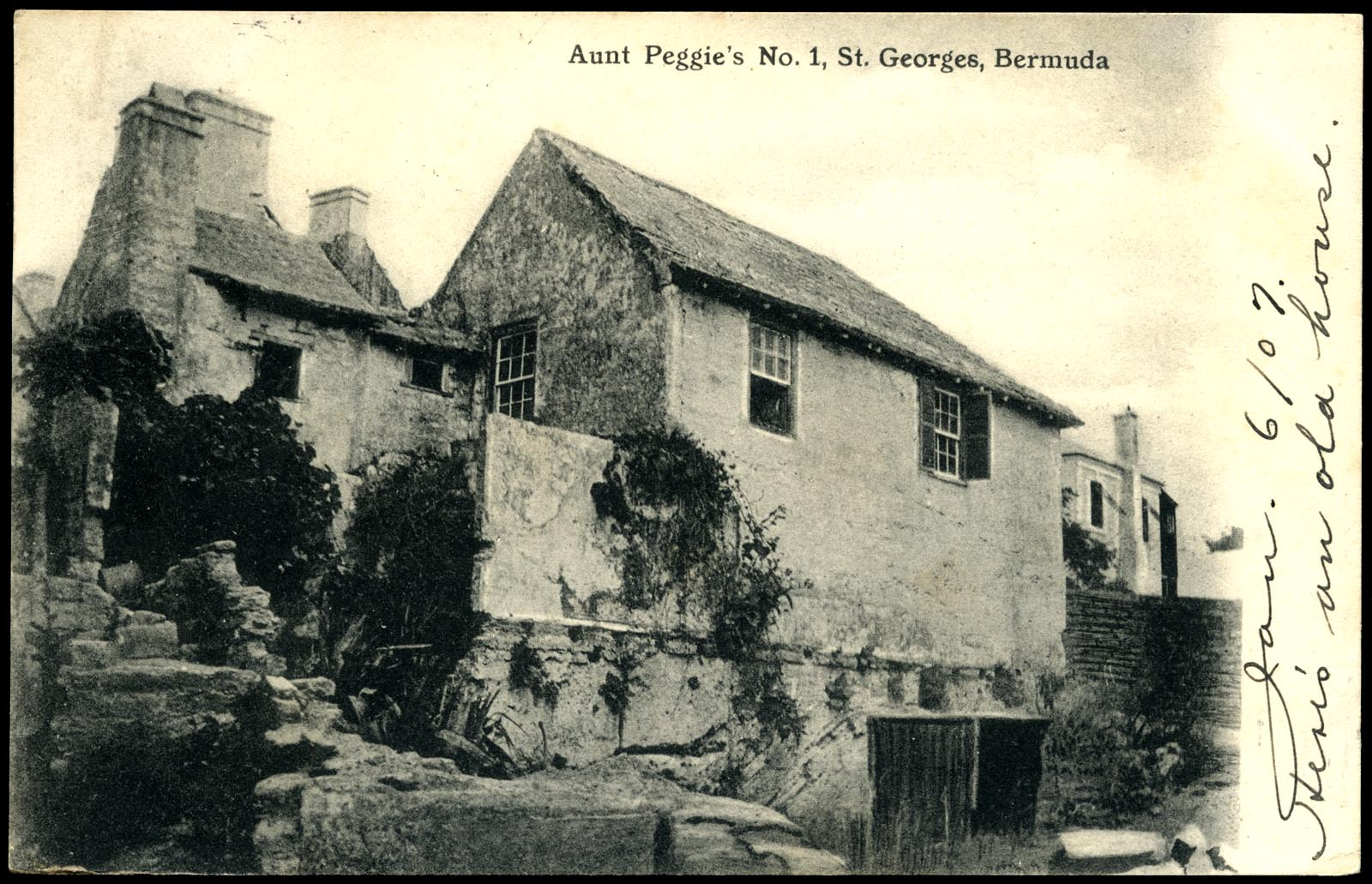
Saint George 1907.

Saint George är en stad och en kommun på Bermuda. Det är också en församling med samma namn runt kommunen. Kommunen har 1 752 invånare (2000) och en areal på 1,37 km². Församlingen har 3 699 invånare (2000) på en areal av 9,30 km².

## Världsarvet Saint George
Historiska delen av Saint George med fästningar är ett brittiskt världsarv i Bermuda. Världsarvet består av stadens äldre delar och 23 olika fästningsverk runt St George.
1. Historiska delen av staden
2. Devonshire Redoubt
3. Landward Fort
4. Seaward Fort
5. Southampton Fort
6. St. David's Battery
7. Fort Popple
8. Paget Fort
9. Smith's Fort
10. Fort Cunningham
11. Musketry Trenches
12. Penniston's Redoubt
13. Alexandra Battery
14. Gate's Fort (Town Cut Battery)
15. Fort Albert
16. Fort St. Catherine
17. Fort Victoria
18. Western Redoubt
19. Fort George
20. Burnt Point Fort
21. Martello Tower
22. Ferry Reach Magazine
23. Ferry Island Fort
24. Coney Island Kiln